# Lycaena ornata
Lycaena ornata är en fjärilsart som beskrevs av Barend J. Lempke 1954. Lycaena ornata ingår i släktet Lycaena och familjen juvelvingar. Inga underarter finns listade i Catalogue of Life.